# Näshult
Näshult är en småort i Vetlanda kommun och kyrkby i Näshults socken, i Jönköpings län. Orten ligger sydöst om Vetlanda.
Näshults kyrka ligger här.

## Personer från Näshult
- Johannes Magnusson